# Zakari Junior Lambo
Zakari Junior Lambo (Aalst, 19 januari 1999) is een Nigerees-Belgisch voetballer.

## Clubcarrière
In mei 2022 ruilde hij Knokke FC voor RAAL La Louvière. Op 21 augustus 2022 opende hij zijn doelpuntenrekening voor La Louvière in de bekerwedstrijd tegen Koninklijke Lyra-Lierse Berlaar, die de Henegouwers met 2-1 wonnen. Drie dagen later scoorde hij twee keer in de 0-3-competitiezege tegen zijn ex-club Knokke.
Tijdens de 1-0-zege tegen de Zébra Élites op 1 oktober 2022 moest hij al zes minuten na zijn invalbeurt geblesseerd aan de kant. Lambo liep in deze wedstrijd een enkelblessure op en moest voor de rest van het kalenderjaar aan de kant blijven.

## Clubstatistieken
| Seizoen         | Club             | Land            | Competitie       | Competitie | Competitie | Beker | Beker | Supercup | Supercup | Europees | Europees | Totaal | Totaal |
| Seizoen         | Club             | Land            | Competitie       | Wed.       | Dlp.       | Wed.  | Dlp.  | Wed.     | Dlp.     | Wed.     | Dlp.     | Wed.   | Dlp.   |
| --------------- | ---------------- | --------------- | ---------------- | ---------- | ---------- | ----- | ----- | -------- | -------- | -------- | -------- | ------ | ------ |
| 2022/23         | RAAL La Louvière | Vlag van België | Eerste nationale | 7          | 3          | 3     | 1     | —        | —        | —        | —        | 10     | 4      |
| Carrière totaal | Carrière totaal  | Carrière totaal | Carrière totaal  | 7          | 3          | 3     | 1     | 0        | 0        | 0        | 0        | 10     | 4      |

Bijgewerkt op 27 december 2022.

## Interlandcarrière
Lambo maakte op 5 juni 2021 zijn interlanddebuut voor Niger in een vriendschappelijke interland tegen Gambia.

## Privé
- Zakari is de zoon van André Zakari Lambo, die in de jaren '90 door Hutnik Kraków naar Europa werd gehaald.[6][8] Via RCD Mallorca belandde hij in 1996 bij Eendracht Aalst. In januari 1999 zag Zakari het levenslicht in Aalst.

1 Merckx ·
2 El Banouhi ·
3 Dianganga ·
5 Boujouh ·
6 Brebels ·
7 Lambo ·
8 Van Hauter ·
9 Van Moerzeke ·
10 Soumaré ·
11 Myny ·
13 Gabriël ·
14 Janssen ·
15 Vinck ·
19 Ntamack ·
22 Tshimanga ·
25 Boonen ·
26 Vervaque ·
27 Bongiovanni ·
29 Spegelaere ·
30 Pérez ·
33 Van Elsuwege ·
35 Van Daele ·
39 Baert ·
44 Nainggolan ·
45 Seck ·
55 Van Aerschot ·
56 Vervacke ·
74 Fontaine ·
88 Prychynenko ·
97 Calant ·
Coach: Vreven